# Кирил Александријски
Кирило Александријски (око 376 — 444) је био архиепископ Александрије од 412. до 444. године.
Пореклом је био племић и близак сродник Теофила Александријског, патријарха александријског, после чије смрти је изабран за патријарха. Водио је три борбе за време живота: са јеретицима Новацијанима, са јеретиком Несторијем и са Јеврејима у Александрији.

## Христологија
На епископску столицу је дошао када је град био на врхунцу снаге и утицаја у Римском царству. Био је водећи протагониста Христолошких контроверзи касног 4. и 5. века.
Његову христолошку формулу: „Једна природа Бога Логоса Оваплоћена“, којом је желео да објасни јединство ипостаси Христове, прихватили су монофизити, али на Халкидонском Сабору (451) није прихваћена као потпуно Православна. То не значи да Христологија Светог Кирила скреће од Православне Традиције начелно, јер у његовој концепцији појам природа (φυσις) сасвим одговара појму ипостаси (persona), лица, а тај појам је доцније нашао своје место у Христологији. Кирилова формула не подразумева Евтихијево Монофизитство. А Пети Васељенски Сабор 553. године осуђује списе Теодорита Кирског у којима напада Кирилове Анатематизме. Исто тако, цар Зенон, у Енотикону (482), проглашава Анатематизме као правило Православног учења.

## Трећи васељенски сабор
Био је централна фигура Трећег васељенског сабора одржаног у Ефесу 431. године која је довела до уклањања Несторија као васељенског патријарха.
Несторије је одбио да придода девици Марији име „Богородица“. Године 430. Кирило председава Сабором у Александрији на којем саставља своје чувено Треће Писмо Несторију које су оци Ефеског Сабора наредне године одобрили као текст са догматским значајем. У том писму се од Несторија тражи да анатемише своја учења која је Кирило изложио ставку по ставку и оповргао у виду Дванаест Поглавља или Анатема приложених на крају писма. Кирило опомиње Несторија да Христа не треба поимати као надахнутог човека попут пророка на коме обитава Божија благодат, него као самог Бога Логоса у свом сопственом телу. Две природе, људска и божанска, су се у Христовој личности сјединиле "ипостасно" тј. истински због чега је један и исти и Бог и човек. Несторијанци су Кирила због оваквог говора оптуживали да две природе помућује и да се тиме имплицира страдалност Бога или пак испаравање људске природе, али Кирило је ова становишта одлучно одбацио. Тело и Божанство у Христу нису помућени у некакву природу треће врсте која није ни сасвим људска ни сасвим божанска, него су сједињени у једној егзистенцији као што душа и тело образују природу појединачног човека. Ипостасно сједињење које Кирило још назива и "природним" јесте, дакле аутентично и истинито. Он види аналогију не само између жртве на крсту и Евхаристије, кроз коју постајемо причасници Тела и крви Христове, него и између христологије и сотириологије, будући да смрт на крсту има спасоносни смисао једино ако је она смрт Оваплоћеног Сина Божијег.
Кирил се убројава међу Црквене оце и Црквене учитеље, премда га је Теодосије II, римски цар, осуђивао да се понаша као „поносни фараон“. Несторијански епископи, који су у Ефесу 431. године одржали Сабор паралелан са Кириловим Сабором, називали су га јеретиком описавши га као „чудовиште, рођен и школован за рушење цркве“.

## Борбе
Новацијани су постали у Риму и тако прозвани по презвитеру Новацијану, њиховом вођи. У хришћанској традицији помиње се да су се они гордили својом врлином, ишли обучени у бело одело, забрањивали су други брак и сматрали су да се не треба молити за оне који учине смртни грех, нити примати назад у цркву оне који једанпут отпадну од цркве, ма колико се они кајали. Кирил их је победио и истерао из Александрије заједно са њиховим епископом.
Другу борбу са Јеврејима је имао јер су они убијали хришћане. После дуге и тешке борбе Кирил је успео да наговори цара Теодосија Млађег, да се Јевреји протерају из Александрије. Његову борбу пак против Несторија, патријарха цариградског, решио је Трећи васељенски сабор у Ефесу. Том Сабору председавао је сам Кирил, заступајући у исто време и папу римског Целестина, по молби овога, који због старости није могао доћи на Сабор. Несторије је осуђен, анатемисан, и од цара прогнан на источну границу царства, где је и умро. После завршетка размирица Кирил је живео мирно управљајући Црквом. Кирил је преминуо 444. године. Претпоставља се да је саставио молитву „Богородице Дјево радујсја“.

## Слава
Кирил је контроверзан због свог учешћа у прогоњењу Новацијанаца и Јевреја из Александрије и због убиства хеленске филозофкиње Хипатије. Историчари се не слажу око његовог учешћа у овим догађајима. Римокатоличка црква не прославља светог Кирила у Тридентском календару. Додат је међу прославе 1882. да се слави 9. фебруара, али ревизијом 1969. померен је на 27. јун, када се сматра да је умро као што се слави у Коптској цркви. Исти дан је изабран и у Лутеранском календару.
Православне цркве слави га 9. јуна по црквеном, а 22. јуна по грегоријанском календару.

## Учење
Различито од антиохијских теолога (аристотелска школа) који стављају нагласак на људску нарав Христа, целовитост Христовог човештва, и да је Христ потпуни Бог и потпуни човек, али да се те две нарави у њему разликују и да се због тога људски атрибути Христови не сму приписивати Богу Логосу, Кирил који је александринац (платонска школа) креће од божанства Христа и сједињења особе у речи која постоји од вечности и која се утеловила на крају времена. Проблем је био објаснити како постоји сједињење особе у речи, на који начин после утеловљења људска нарав није уливена у божанску нарав и јесу ли целовите, непомешане. За Кирила, ако Христ не би био Богочовек, тј. у једној особи уједињене две нарави, онда би за нас био покојник, његова смрт не би имала неизмерне вредности и не би могао да откупи људски род од пада који је проузроковао источни грех. Грчки очеви употребљавали су назив fysis и hypóstasis да означе сад нарав сад особу. Ни Кирил не говори јасно о једној хипостази и устручава се да примени ову реч у христологији, јер се термином hypóstasis означавала само божанску индивидуализована нарав Христова, док у особи утеловљеног Христа постоје две нарави: божанска и људска. Зато Кирил назива особу Христову mía fysis и mía hypóstasis, а сједињење обе нарави hénosis katà fysin и hénosis kath`hypóstasin.
Ако је Кирил и употребљавао израз hénosis fysiké или Атаназијеву синтагму mía fysis tou Theoù lógou sesarkoméne, он изричито ограђивао од тога да би ти изрази значили неко сливање божанске и људске нарави у једну, и да би људска нарав Христова на тај начин постала једнобитна са божанском нарави. Зато је било неумесно позивање каснијих монофизита на њега. Па ипак ваља рећи да је Кирил од Атаназија преузео христологију по схеми Логос-тело, у којој, иако се апстрактно тврди Христова присутност људске душе, није тој људској души било могуће придати никакву активну функцију, јер се и након утеловљења наставило сматрати да је Логос једини извор активности Христовог људског тела. Управо таквом поставком Кирил није могао да прихвати резултате антиохијског христолошког учења које је у Христу човеку препознавало субјекат који је способан за разумевање и деловање исто онако као и сваки други човек. Кирил учи да је Адамов грех био узрок утеловљења, тј. да се прави Бог ради нашега спасења појавио у људском облику.

## Дела
Кирилови списи не показују стилистичке лепоте, али се одликују оштрином доказа и дубином мисли. У том погледу надвисује све источне црквене оце. Пише строго научним методом, логички изводи доказе и јасно формулише закључке.

### Егзегетска дела
- De adoratione et cultu in spiritu et veritate (О клањању и култу у духу и истини), у форми дијалога расправља о алегоричком тумачењу Старог завета.
- Glaphyra seu Commentaria scita et elegantiora (Елегантни и зналачки коментари), коментар Петокњижја у 13 књига.
- In Isaiam i In prophetas minorum.
- In Johannem - велики коментар Ивановог еванђеља.

### Догматска дела
- Thesaurus de sancta et consubstantiali Trinitate (Ризница о светој и истобитној Тројици) доказује у 35 теза, готово сколастичким начином, истобитност Сина с Оцем и божанство Духа Светог. Дело је уперено против Арија и Евномија.
- De sancta et consubstantiali Trinitate (О светој и истобитној Тројици). У седам дијалога садржајно расправља о темама из Тхесауруса.
- In sanctum Symbolum (О светом симболу). Кратко тумачење ницејског симбола.

### Полемичка дела
- Анатематисми 12, против Несторија и одбрана ових анатематизама у 3 књиге.
- Adversus blasphemias Nestorii (О Несторијевим богохулама).
- De recta fide ad Augustas et Dominas (О правој вери) у којима настоји одвратити цариградски двор, цара Теодосија II и дворске даме, од несторијанства.
- Apologeticus ad imperatorem (Одбрана упућена цару) брани своје становиште у питању Несторија.
- Adversus anthropomorphitas и
- Adversus libros athei Juliani у 3 књиге.